# Americas Rugby Championship 2014
Americas Rugby Championship 2014 – piąta edycja Americas Rugby Championship, stworzonego przez IRB turnieju mającego za zadanie podniesienie jakości rugby w Ameryce. Odbywała się w dniach 11–19 października 2014 roku na Westhills Stadium w kanadyjskim Langford.

## Informacje ogólne
Rugby Canada uzyskał prawo do organizacji turnieju w lipcu 2014 roku, ponownie wskazując Westhills Stadium jako miejsce rozegrania zawodów. Rywalizacja odbywała się, podobnie jak w poprzednich trzech edycjach, w gronie czterech zespołów systemem kołowym w ciągu trzech meczowych dni. Urugwajczycy awans do tego turnieju wywalczyli sobie podczas Mistrzostw Ameryki Południowej 2014. 
Już po drugiej serii spotkań triumf zapewnili sobie Argentina Jaguars, którzy ostatecznie zakończyli turniej bez porażki. Najwięcej punktów w zawodach zdobył przedstawiciel triumfatorów, Patricio Fernández, w klasyfikacji przyłożeń z czterema zwyciężył zaś Amerykanin Tim Stanfill.
Ceny wejściówek kształtowały się na poziomie od 19 do 125 CAD, zaś mecze były transmitowane w Internecie.

## Zawody
| 11 października 201414:30 | USA Select | 14:41 | Argentina Jaguars | Westhills Stadium, Langford |
| 11 października 201414:30 |            | 14:41 |                   | Westhills Stadium, Langford |

| 11 października 201416:30 | Kanada A | 20:6 | Urugwaj | Westhills Stadium, Langford |
| 11 października 201416:30 |          | 20:6 |         | Westhills Stadium, Langford |

| 15 października 201418:00 | Argentina Jaguars | 31:9 | Urugwaj | Westhills Stadium, Langford |
| 15 października 201418:00 |                   | 31:9 |         | Westhills Stadium, Langford |

| 15 października 201420:00 | Kanada A | 3:16 | USA Select | Westhills Stadium, Langford |
| 15 października 201420:00 |          | 3:16 |            | Westhills Stadium, Langford |

| 19 października 201414:30 | Urugwaj | 5:30 | USA Select | Westhills Stadium, Langford |
| 19 października 201414:30 |         | 5:30 |            | Westhills Stadium, Langford |

| 19 października 201416:30 | Argentina Jaguars | 39:9 | Kanada A | Westhills Stadium, Langford |
| 19 października 201416:30 |                   | 39:9 |          | Westhills Stadium, Langford |